# Capodanno ortodosso
L'ultimo dell'anno (in russo Старый Новый Год?, serbo, macedone: Стара Нова година, letteralmente "vecchio nuovo anno") è la festa del capodanno secondo il calendario giuliano, precedente quello gregoriano. Nel ventesimo e ventunesimo secolo, esso è caduto nella notte tra il 13 e il 14 gennaio. 
Può ancora essere celebrato in via informale in Macedonia del Nord, Russia ed in alcune delle ex repubbliche sovietiche (es. Ucraina, Bielorussia, Moldavia), dove solo in epoca relativamente recente (1918) è stato adottato il calendario gregoriano, contro il parere della Chiesa ortodossa russa. Si festeggia comunque in Serbia, dove è anche una festa nazionale e il giorno non è lavorativo.